# Clíona Ní Bhuachalla
Clíona Ní Bhuachalla – irlandzko-amerykańska prezenterka telewizyjna i producentka filmowa. Pracowała dla stacji telewizyjnej RTÉ. Jest znana z takich produkcji jak Legend i The Clinic.
W 1990 wraz z Jimmym Greeleyem poprowadziła irlandzkie preselekcje do Konkursu Piosenki Eurowizji.

## Filmografia
- 2003–2004: The Clinic
- 2006: Gafa
- 2006: Legend (epizod 1.1 i 1.2)
- 2010: Three Wise Women
- 2010: Gift of the Magi